# Жайлау
Жайла́у (каз. Жайлау) — село у складі Жамбильського району Алматинської області Казахстану. Входить до складу Матібулацького сільського округу.
Населення — 26 осіб (2021; 81 у 2009, 97 у 1999, 91 у 1989).